# 波雷薩耶沃
54°36′05″N 86°14′55″E / 54.6014°N 86.2486°E

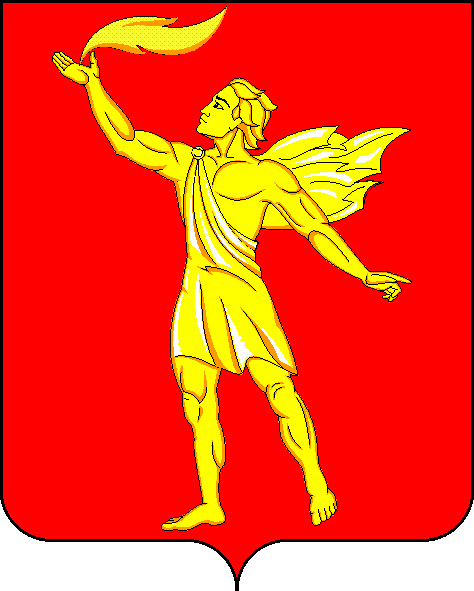
徽章

波雷薩耶沃（俄语：Полыса́ево）是俄羅斯克麥羅沃州中部的一個城市，位於克麥羅沃以南139公里、伊尼亞河畔。2010年人口27,624。
1952年建立，屬列寧斯克-庫茲涅茨基管轄。1989年10月30日設市。